# Bușteni
Bușteni (węg. Bustény) – miasto w Rumunii, w okręgu Prahova. Leży w dolinie rzeki Prahova, między górami Bucegi a pasmem Baiu. Według spisu ludności z 2002 roku miasto zamieszkuje 10 463 osób. Znaczna większość mieszkańców jest wyznania prawosławnego. Rumuni stanowią 99% populacji, drugą najliczniejszą grupą są Węgrzy - 0.23%. W Bușteni znajduje się pałac Cantacuzino, zbudowany przez Gheorghe Cantacuzino, premiera Rumunii w latach 1899–1900 i 1906–1907.
Najbliżej położonym dużym miastem jest Braszów, oddalony o około 37 km na północ od Bușteni. Na pobliskim szczycie Caraiman (2384 m) stoi Krzyż Bohaterów - pomnik ku czci żołnierzy rumuńskich poległych podczas I wojny światowej. Postawiony został w latach 1926–1928, ma 36 metrów.
W mieście rozwinął się przemysł drzewny, celulozowo-papierniczy oraz materiałów budowlanych.

## Galeria

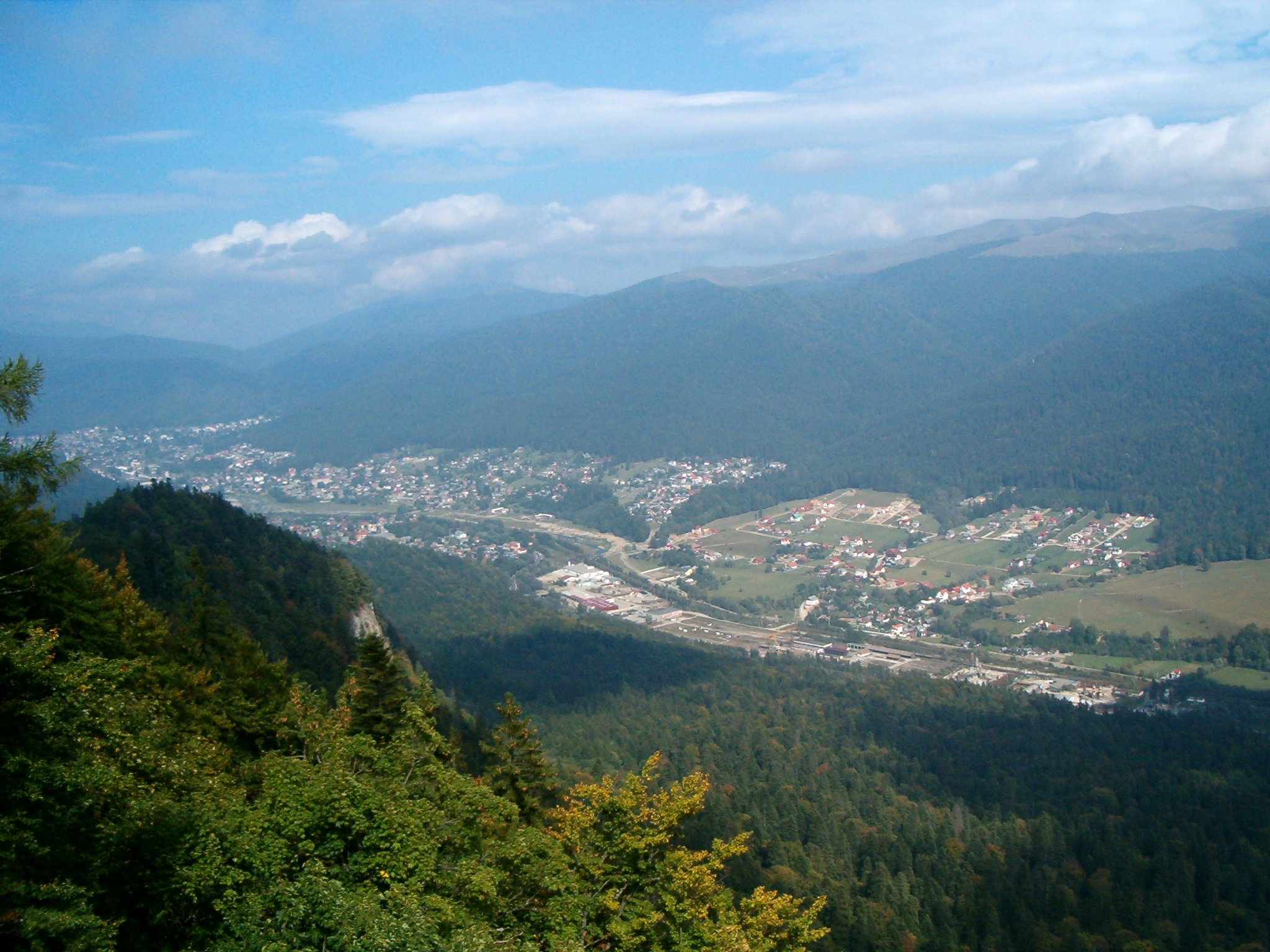
Bușteni
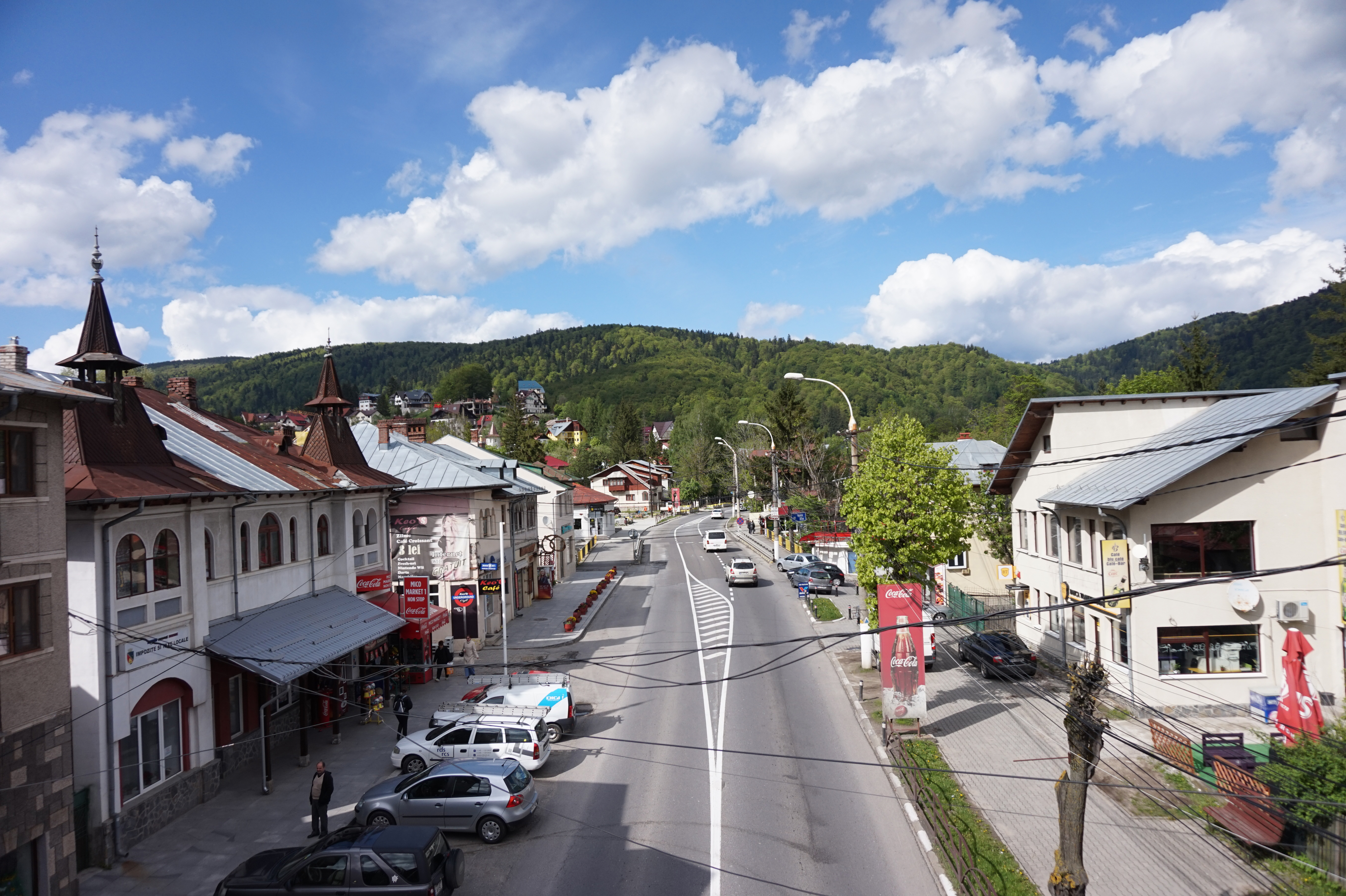
Bușteni
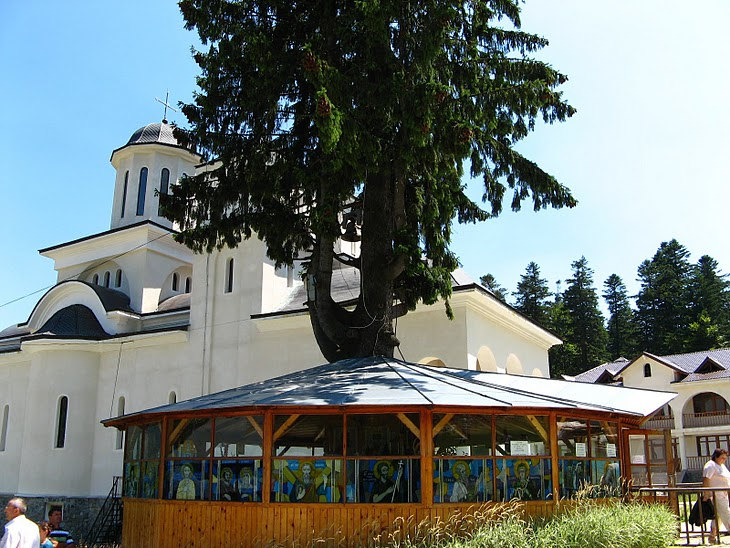
Monastyr w Bușteni
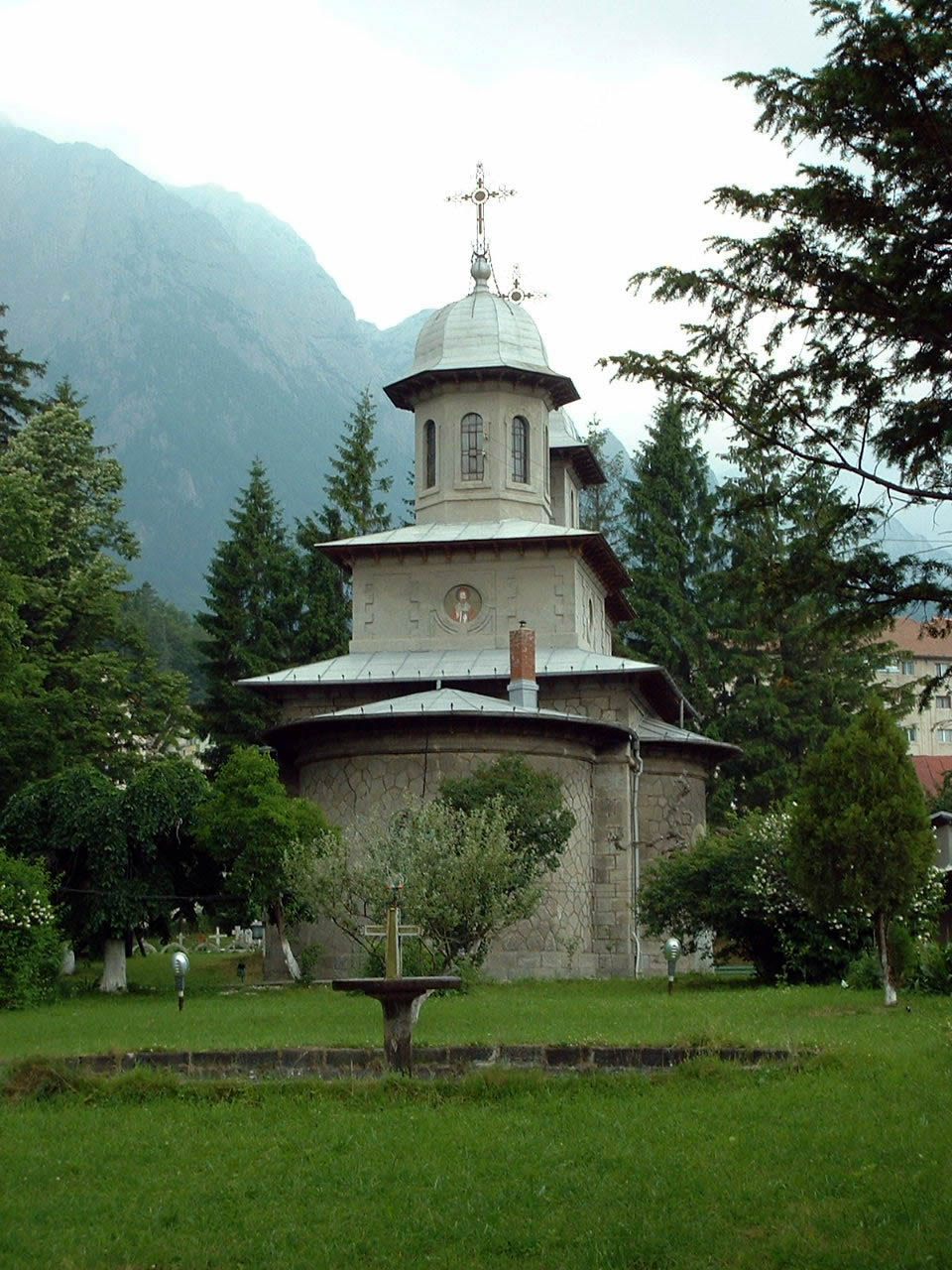
Kościół w Bușteni
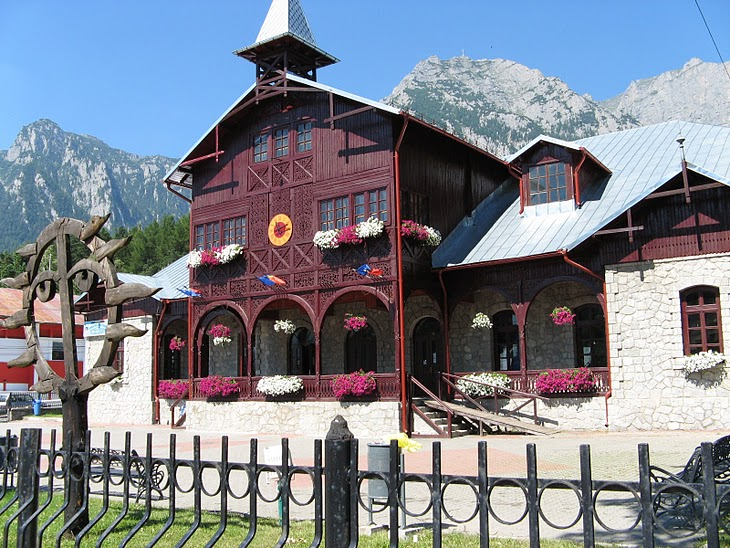
Dom kultury w Bușteni
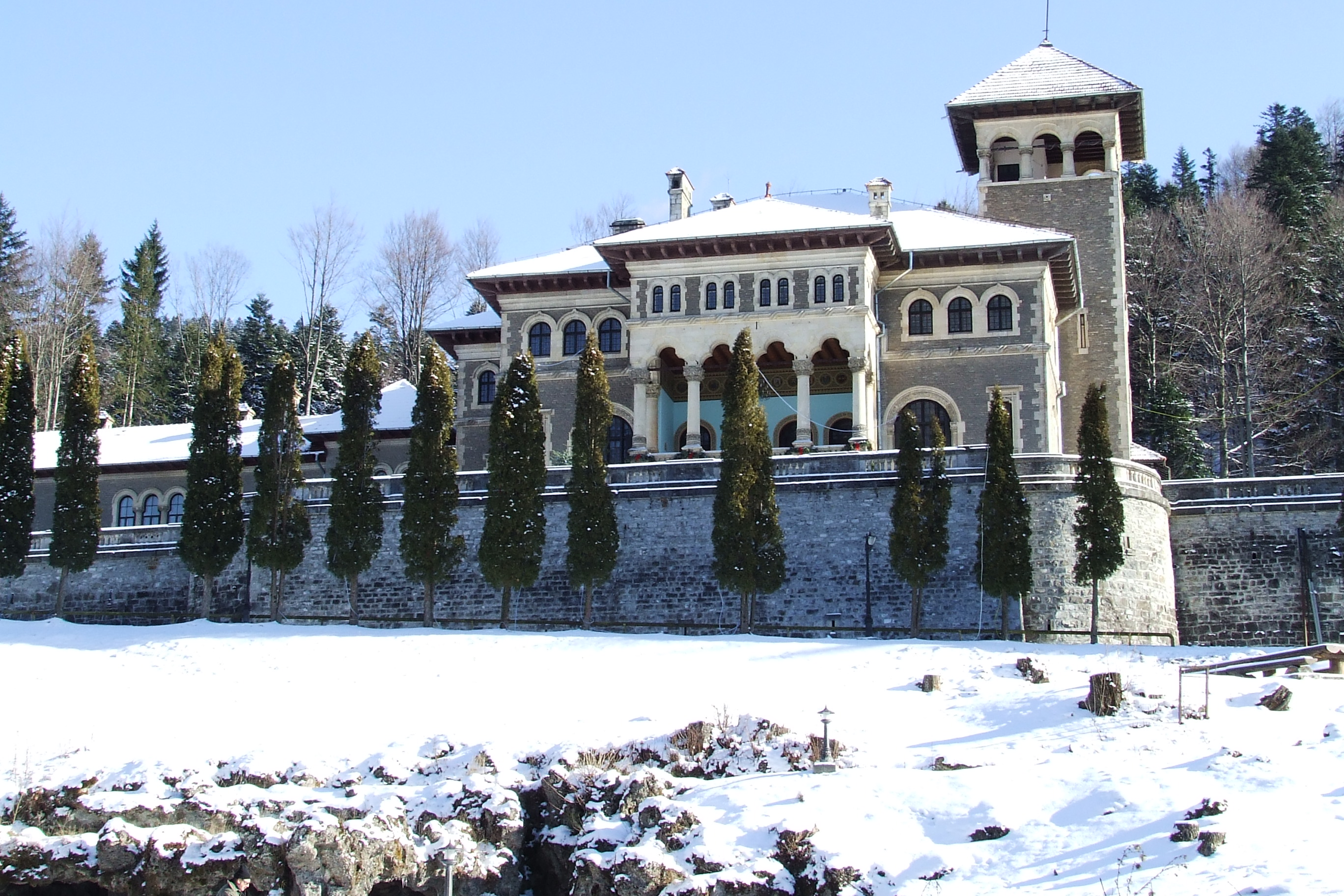
Pałac Cantacuzino